# غوبن
غوبن (بالألمانية: Guben) هي مدينة، بلدة ألمانية و تقع في ألمانيا في Spree-Neiße. يقدر عدد سكانها بـ 20,049 نسمة .

## المدن التوأمة
مدن Gubin، لآتسن وسيتاديلا هي مدن توأمة لـغوبن.

## أعلام
- جيرهارد إنجل
- إريكا بيرجمان
- كريستين كيرش
- غوتفريد كيرش
- برنهارد مورتس
- فيلهلم بيك
- يوهان فرنك